# 휴가 대소동 - 유럽
《휴가 대소동 - 유럽》(영어: National Lampoon's European Vacation)은 미국에서 제작된 에이미 헤컬링 감독의 1985년 코미디 영화이다. 체비 체이스, 베벌리 디앤절로 등이 출연하였고, 매티 시먼스 등이 제작에 참여하였다. 《휴가 대소동》(1983)의 속편이다.
속편 《크리스마스 대소동》(1989)으로 이어진다.

## 줄거리
그리즈월드 가족은 게임쇼에 출연해 경비 전액이 제공되는 서유럽 여행 경품을 따낸다. 그리즈월드 가족 여행이 늘 그러하듯이 런던, 파리, 서독, 로마로 정신없는 혼란과 소동이 잇따른다.   

## 출연
- 체비 체이스 - 클라크 W. 그리즈월드 역
- 베벌리 디앤절로 - 엘런 그리즈월드 역
- 데이나 힐 - 오드리 그리즈월드 역
- 제이슨 라이블리 - 러셀 "러스티" 그리즈월드 역
- 존 애스틴 - 켄트 윙크데일 역
- 폴 바텔 - 프로거 씨 역
- 윌리엄 재브카 - 잭 역
- 실라 케네디 - 게임쇼 여성 진행자 1 역
- 에릭 아이들 - 자전거 운전자 역
- 자크 에를랭 - 프랑스 호텔 접수 담당자 역

## 기타 제작진
- 공동 제작: 스튜어트 콘펠트
- 배역: 매리언 도허티
- 미술: 로버트 카트라이트
- 의상: 그레이엄 윌리엄스